# Apeadeiro de Meinedo
O Apeadeiro de Meinedo é uma interface da Linha do Douro, que serve a localidade de Meinedo, no Município de Lousada, em Portugal.

## Descrição

### Localização e acessos
Esta interface situa-se junto à Igreja Matriz de Meinedo, distando meio quilómtero do centro desta localidade (centro de saúde).

### Infraestrutura
Como apeadeiro em linha em via dupla, esta interface apresenta-se nas duas vias de ciculação (I e II) cada uma acessível por sua plataforma — uma com 224 m de comprimento e outra com 221 m, e ambas 90 cm de altura. O edifício de passageiros, de construção recente, situa-se do lado sulsudeste da via (lado direito do sentido ascendente, para Barca d’Alva).

### Serviços
Em dados de 2023, esta interface é servida por comboios de passageiros da C.P. de tipo urbano no serviço “Linha do Marco”, tipicamente com 19 circulações diárias em cada sentido entre Porto - São Bento e Marco de Canaveses.

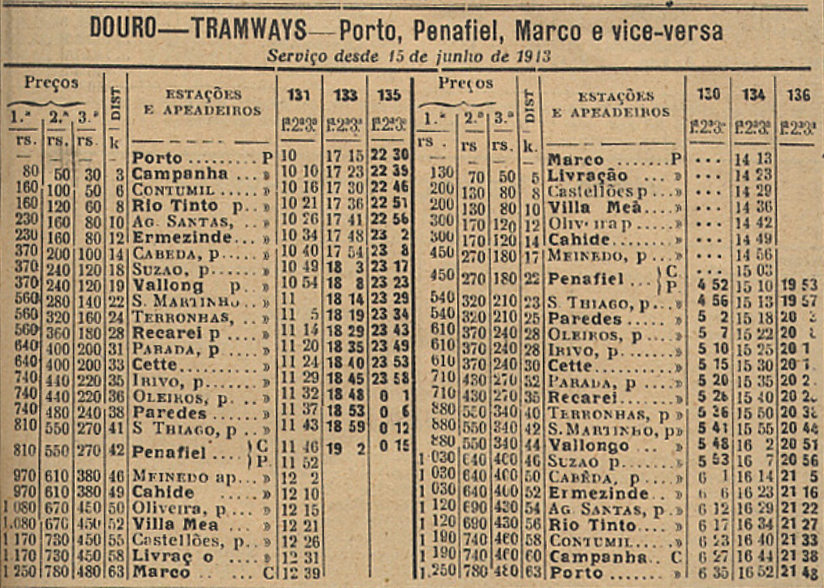
Horários de 1913, incluindo o apeadeiro de Meinedo

## História
Este apeadeiro situa-se no lanço da Linha do Douro entre Penafiel e Caíde, que entrou ao serviço no dia 20 de Dezembro de 1875.

Em 1985, o edifício de passageiros situava-se do lado nornoroeste da via (lado esquerdo do sentido ascendente, para Barca d’Alva), tendo sido substituído pelo atual, do lado oposto da via.